# Тронина, Елена Алексеевна
Еле́на Алексе́евна Тро́нина (род. 31 июля 1990, Лениногорск, Казахстан) — казахстанская актриса кино, сценарист, режиссёр и продюсер. Получила известность после ролей в фильмах «Kids Run», «Tatort: Kriegssplitter», а также в таких сериалах как «Идентификация», «Хэппи-энд», «Аврора», «Триггер» и «Замёрзшие».

## Биография

### Ранние годы
Родилась 31 июля 1990 года в городе Лениногорск, Казахстан, в семье спортсменов. По причине плохого здоровья Лены семья переехала в город Рудный на север Казахстана.
После окончания школы уехала учиться в Китай в Синьдзянский институт финансов и экономики на факультет международной торговли и экономики. Во время учёбы подрабатывала поваром и переводчиком на кухне ресторана New Asia Grill под руководством шеф-повара Ipik Saepuloh.
Вернувшись в Казахстан, поступила на курсы актёрского мастерства Елены Локшиной и Елены Набоковой.

### Карьера
Первая роль на ТВ в 2014 году — Маша в сериале Перекрёсток в Астане режиссёра Ермека Шинарбаева.
После переезда в Берлин в 2016 году получила роль в своём первом международном проекте «Периферия» (Peripherie) (в титрах как Yelena Tronins) — драма-альманах о нескольких героях, которые по-разному встречают национальный день Швейцарии. Режиссёры Лиза Брюльманн, Yasmin Joerg, Ян-Эрик Мак, Wendy Pillonel, Luca Ribler. Премьера фильма состоялась на фестивале Zurich Film Festival.
В этом же году получила роль в самом известном немецком детективном шоу «Место преступления» (Tatort: Kriegssplitter) (эпизод Kriegssplitter) режиссёра Тобиаса Инайхена, где её партнёром был Йоэль Басман.
После она взяла паузу от съёмок и поступила в киноакадемию Баден-Вюртемберга (Людвигсбург), где училась по методу Ли Страсберга у известного преподавателя Actors Studio New York Кэти Хаазе.
В 2019 году на международном фестивале в Хофе состоялась премьера фильма" Потому что мы мечтали летать" (англ. Because We Dreamt of Flying) режиссёра Лили Эрлингер. В этом же году состоялась премьера фильма «Революционеры (в прошлом)» режиссёра Джоанны Модер с Юлией Йенч, Мануэлем Руби и Аенн Шварц в главных ролях.
В 2020 году фильм Бег детей с Леной в главной роли открыл секцию «Перспективное немецкое кино» на престижном Берлинском международном кинофестивале. Кастинг-директор проекта Симона Бар получила премию Deutscher Schauspielpreis за лучший актёрский ансамбль.
В 2021 году вышел первый российский проект актрисы — сериал «Хэппи-энд» режиссёра Евгения Сангаджиева и продюсера Алексея Киселёва, Сергея Бондаря и Фёдора Бондарчука. За роль Леры актриса получила две награды: специальный приз от ювелирного дома Mercury в рамках 32го кинофестиваля Кинотавр и приз за лучшую женскую роль в сериале Национальной премии в области веб-индустрии.
В 2022 году сыграла главную роль в сериале «Идентификация» режиссёра Владлены Санду. Пилотная серия была показана на фестивале сериалов Series Mania во французском Лилле в 2019 году, после чего было запущено основное производство (правда, из-за пандемии коронавируса процесс приостановился на полтора года). Две серии «Идентификации» показали на 72-м Берлинском кинофестивале в феврале 2022 года. 16 февраля пилотный эпизод был показан в киноклубе «Киноафиша», а 17 февраля появился на стриминговом сервисе Premier.
25 октября 2022 году состоялась премьера сериала «Аврора» режиссёра Романа Волобуева на сервисе more.tv
- Лариса Юсипова, Ведомости:

Лена Тронина – несомненная и большая удача проекта. То, что в российской индустрии она сравнительно недавно, удивительно точно совпадает со статусом героини: вроде бы отсюда, а вроде бы и нет. Сашу Зорину за свою мало кто держит – не в последнюю очередь потому, что она «ненадёжная»: иногда приходит на пробы спустя месяц после назначенного срока. Легко может надеть, уходя из гостей, чужие приглянувшиеся ей сапоги или подарить книгу, потому что нравится цвет обложки. Но от того, чтобы продвинуть собственную карьеру за чей-то счёт, откажется, почти не задумываясь. Строго говоря, Зорина может совершить всё, что угодно, кроме подлости.
- Сергей Ефимов, Комсомольская правда:

В главной роли в «Авроре» снялась Лена Тронина: в прошлом году она обратила на себя внимание в "Happy End", в этом — блестяще справилась со сложной ролью в «Идентификации», после чего можно с абсолютной уверенностью сказать, что она — одна из самых интересных молодых актрис в нашей стране прямо сейчас.
1 декабря 2022 года в онлайн-кинотеатре IVI состоялась премьера сериала «Замёрзшие» Адильхана Ержанова, где партнёрами актрисы стали Артём Быстров, Владимир Канухин и Даниил Воробьёв.
18 января завершились съёмки фильма «Кликушество» режиссёра Ивана И.Твердовского, где партнёром актрисы стал Сергей Двойников. Картина расскажет историю Вики, 18 лет, которая страдает странным заболеванием и очень хочет уехать из посёлка в Норвегию.
В августе 2022 года сняла свой первый фильм «Rubber Ray», где также выступила сценаристом и продюсером. Оператор — Всеволод Ледовский. Съёмки фильма проходили в городе Рудный.

### Факты
- Свободно говорит на китайском, английском и русском. Знает немецкий язык.
- Поёт и играет на гитаре

## Фильмография
| Год  |   | Название                     | Роль                  |
| ---- | - | ---------------------------- | --------------------- |
| 2014 | ф | Перекрёсток в Астане         | Маша                  |
| 2016 | ф | Периферия                    | Соня                  |
| 2017 | с | Место преступления           | эпизод Kriegssplitter |
| 2018 | ф | Gottardo                     | Анна                  |
| 2019 | ф | Революционеры (в прошлом)    | Евгения               |
| 2019 | ф | Потому что мы мечтали летать | Мерседес              |
| 2020 | с | Перевал Дятлова              | Марта                 |
| 2020 | ф | Бег детей                    | Соня                  |
| 2021 | с | Хэппи-энд                    | Лера                  |
| 2021 | с | Сказки Пушкина. Для взрослых | младшая сестра        |
| 2022 | с | Идентификация                | Валерия Мазьяне       |
| 2022 | с | Триггер                      | Саша                  |
| 2022 | с | Аврора                       | Саша Зорина           |
| 2022 | с | Замёрзшие                    | Мария                 |
| 2023 | ф | Кликушество                  | Вика                  |
| 2023 | ф | Грязный развод               | Меган                 |

## Награды и номинации
- 2021 — Кинофестиваль «Кинотавр»: специальный приз Mercury, сериал «Хэппи-энд»
- 2022 — Национальная премия в области веб-индустрии: приз за лучшую женскую роль, сериал «Хэппи-энд»